# Conservatori de la Pietà dei Turchini

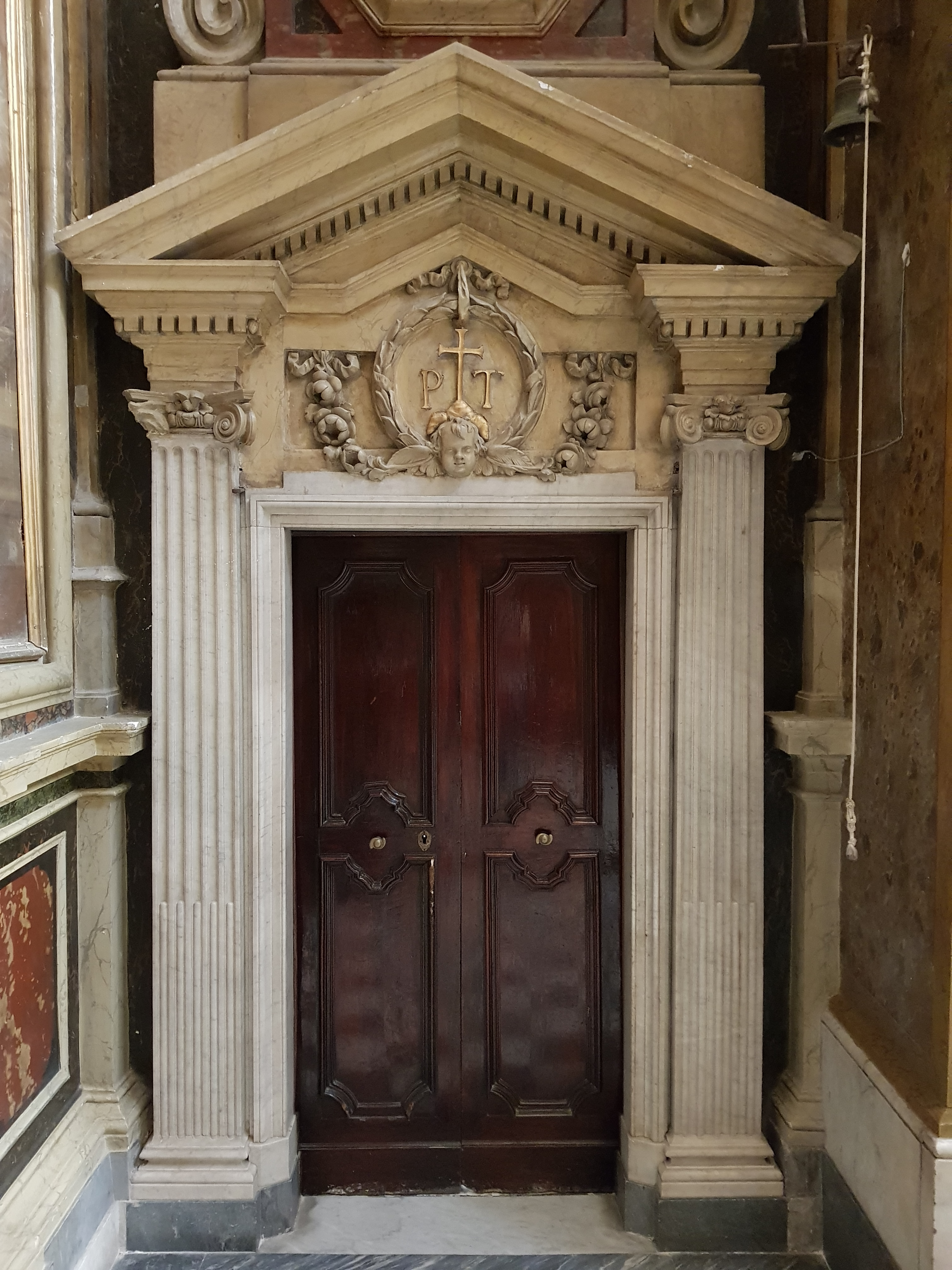
Una de les portes interiors de l'església de la Pietà dei Turchini

El Conservatori de la Pietà dei Turchini (1583-1807) fou un conservatori i una de les quatre institucions musicals que varen sorgir al segle xvi a Nàpols i que foren el centre de la gloriosa escola napolitana de música entre els segles xvii i xviii. Va ser la més longeva escola de música napolitana: de fet, després d'haver incorporat el Conservatori de Sant'Onofrio de Capuana i el de Santa Maria di Loreto (1797). Es va tancar el 1807 quan es va crear el Real Collegio di Musica, antecessor de l'actual conservatori de San Pietro a Majella.
Una confraria, els «Bianchi dell'Incoronatella» fundada el 1573, va crear un orfenat el 1583, al qual aviat es va afegir una escola de música, a l'inici lligat amb la parròquia de l'Incoronatella. El 1592, els governadors de la confraria decideixen construir un orfenat amb una gran església contigua on es trasllada la venerada estàtua de la Santíssima Mare de Déu de la Pietà i, en conseqüència, de canviar el seu nom per Santa Maria della Pietà. L'epítet dei turchini (els blau fosc) prové del color de llur uniforme. La regla imposava als deixebles de portar roba discreta, com una sotana, sense qualsevol decoració, joieria o a altre signe de vanitat, s'han de taller els cabells cada més i els clerges s'han de refer la tonsura cada setmana.
El 1790, el rei Ferran IV de Borbó (1751-1825), per fer front a possibles revoltes com ja va passar al Conservatori dels Pobres de Jesucrist, nomenà un delegat reial amb facultats de control absolut. Gràcies a l'habilitat de l'advocat, estudiós polifaètic, traductor i autor de llibrets Saverio Mattei (1742-1795), el primer delegat i persona reconeguda al món cultural i el seu successor Giuseppe Sigismondo, va ser l'únic dels quatre conservatoris que no va haver de tancar el 1797 i que va poder continuar l'activitat fins que es creà el 1807 el Real Collegio di Musica. Gràcies a Saverio Mattei, també es va crear una col·lecció de manuscrits i publicacions dels grans compositors de l'escola napolitana, que es conserva fins avui a la biblioteca del Conservatori de San Pietro a Majella.
És l'únic dels quatre antics conservatoris que és fàcil de trobar. De fet, Santa Maria de la Pietà dei Turchini s'ha mantingut oberta com església parroquial. Es troba a via Medina, no gaire lluny del centre de la ciutat. Va formar grans músics com Leonardo Leo, Francesco Feo, Gaspare Spontini i Saverio Mercadante.

## Mestres de capella
Entre els mestres de capella destaquen:
- Lelio d'Urso (1615-1622)
- Giovanni Maria Sabino (1622-1626)
- Francesco Lombardi (1626-1630)
- Giacinto Anzalone (1630-1657)
- Domenico Vetromile (1657-1662)
- Giovanni Salvatore (1662-1673)
- Francesco Provenzale (1673-1701)
- Gennaro Ursino (1701-1705)
- Nicola Fago (1705-1740)
- Leonardo Leo (1741-1744)
- Lorenzo Fago (1744-1793)
- Nicola Sala (1793-1799)
- Giacomo Tritto (1799-1800)